# Musikens historia del 1 och 2
Musikens historia del 1 och 2 är ett musikalbum med Philemon Arthur and the Dung, utgivet år 1992 av Silence Records. Omslaget och större delen av innehållet är identiskt med debutskivan Philemon Arthur and the Dung, men albumet innehåller också 13 låtar från Skisser över 1914 års badmössor. Resten av dem finns på Får jag spy i ditt paraply?.
Den här plattan vill vi med mjuka hälar tillägna Farmor, som vi fått kakburkarna av, och Mormor, vars element ännu ljuder över ängarna...

## Låtlista
1. "In kommer Gösta" - 3:16
2. "Du är min enda vän" - 3:08
3. "Missan spinner" - 0:21
4. "Subjekt och predikat" - 0:47
5. "Dyngan rinner i takt" - 1:16
6. "Om ni tycker jag undviker er" - 3:10
7. "Ingenting i din hjärna" - 2:21
8. "Stanna där ni är" - 1:14
9. "Naturen" - 1:33
10. "Scoutvisan" - 2:01
11. "Jag vill va i fred" - 1:43
12. "En liten stuga" - 0:53
13. "Lille Pelle" - 2:01
14. "Goddag Gösta" - 0:55
15. "Min hund" - 0:48
16. "Blomman" - 2:27
17. "Mor anka" - 2:30
18. "Men va fanken" - 3:55
19. "Henning i sin presenning" - 2:25
20. "Hedersmannen" - 0:52
21. "All makt åt Folke" - 4:41
22. "Den sista veckan" - 6:20
23. "Låt den hänga ute" - 2:30
24. "Var är flugsmällen?" - 1:42
25. "Ödesvalsen" - 2:53
26. "Plocka päror" - 2:25
27. "Allt detta heter Fille" - 0:48
28. "Trädgårdsmästaren (villaägarens visa)" - 1:11
29. "Jag mår så illa" - 2:15
30. "Djurvisa för barn" - 1:16
31. "Det femte hjulet" - 2:08
32. "Urmak är tiden" - 2:08
33. "Evighetsmaskinen" - 1:31
34. "En förtorkad kaffeböna" - 2:33
35. "Om jag hade pjäxor" - 0:15

En alternativ låtordning medföljer: nr 14, 23, 2, 28, 4, 5, 30, 6, 7, 26, 8, 9, 24, 10, 12, 25, 1, 29, 15, 13, 16, 17, 33, 18, 19, 27, 32, 21, 11, 20, 31, 34, 35, 22, 3.